# New Joc City
Albums de Yung Joc
Hustlenomics
(2007)
Singles
1. It's Goin' Down
Sortie : 2006
2. I Know You See It
Sortie : 2006
3. 1st Time
Sortie : 2007

New Joc City est le premier album studio de Yung Joc, sorti le 6 juin 2006.
L'album s'est classé 1er au Top R&B/Hip-Hop Albums et 3e au Billboard 200.

## Liste des titres
| No  | Titre | Durée |
| --- | --- | ----- |
| 1.  | New Joc City (Intro)                                                                                            | 2:15  |
| 2.  | It's Goin' Down                                                                                                 | 4:01  |
| 3.  | He Stayed in Trouble (Interlude) (featuring A.D. « Griff » Griffin)                                             | 0:56  |
| 4.  | Do Ya Bad | 4:10  |
| 5.  | Don't Play Wit It (featuring Big Gee)                                                                           | 4:01  |
| 6.  | Excuse Me Officer (Interlude) (featuring A.D. « Griff » Griffin)                                                | 0:38  |
| 7.  | Dope Boy Magic (featuring Nicolas « Play Boy Nick » Smith, Corey « Black Owned C-Bone » Andrews et Chino Dolla) | 4:32  |
| 8.  | Patron | 4:43  |
| 9.  | Flip Flop (featuring Boyz N Da Hood et Cheri Dennis)                                                            | 4:36  |
| 10. | I'm Him | 3:42  |
| 11. | Hear Me Coming                                                                                                  | 3:57  |
| 12. | I Know You See It (featuring Brandy « Ms. B » Hambrick)                                                         | 4:01  |
| 13. | Yung Nigga (Interlude) (featuring A.D. « Griff » Griffin)                                                       | 0:15  |
| 14. | 1st Time (featuring Marques Houston)                                                                            | 4:27  |
| 15. | Knock It Out | 4:25  |
| 16. | Picture Perfect                                                                                                 | 4:09  |